# جذر العقدة الهدبية اللاودي
 يزود جذر العقدة الهدبية اللاودي العقدة الهديبية بألياف عصبية لاودية . 
حيث أن العقدة الهدبية هي عقدة لاودية، تشكل فيها الألياف العصبية اللاودية الواردة مشابك عصبية مع العصبونات الموجودة بالعقدة، ومع ذلك فإن العقدة الهدبية ليست مجرد محطة ترحيل تربط بين الألياف العصبية السابقة والتالية لها، ودليل ذلك أن هناك ما يقرب من الألياف اللاودية الواردة إليها ضعف الخارجة منها. 

## الألياف السابقة للمشبك
تنشأ ألألياف اللاودية السابقة للمشبك من نواة إيدنغر ويستفال، وهي النواة الحركية اللاودية المرتبطة بالنواة المحركة للعين في جذع الدماغ، وتجتمع المحاور العصبية لكلتا النواتان معا في لتشكل العصب المحرك للعين (العصب القحفي الثالث)، الذي يمر عبر الجدار الوحشي للجيب الكهفي ويدخل محجر العين عبر الشق العلوي. وينقسم العصب المحرك للعين إلى فروع تغذي العضلة الرافعة لجفن العين وأربع من أصل ست عضلات من عضلات العين. وتسلك الألياف اللاودية في البداية التقسيم السفلي للعصب المحرك للعين، ثم تخرج كـ«جذر حركي» قصيرة يتشابك في العقدة الهدبية. 

## الألياف التالية للمشبك
تغادر الألياف اللاودية التالية للمشبك العقدة الهدبية في شكل الأعصاب الهدبية القصيرة، وتدخل هذه الأعصاب من الجانب الخلفي لمقلة العين لتغذي العضلة العاصرة المسؤلة عن انقباض الحدقة والعضلة الهدبية التي تتحكم بعدسة العين مما يسمح للعين بالتركيز على الأشياء القريبة (تكيف العين)، وبالتالي فكلتا العضلتين لا يمكن التحكم بهما إراديا.. 

## روابط خارجية
- http://anatomy.med.umich.edu/modules/head_autonomics_module/autonomics_05.html

1. ↑  نموذج تأسيسي في التشريح، QID:Q1406710